# Omamori
Omamori (お守り beskyttelsestegn, talisman) er amuletter i form af små broderede stofposer, der skal bringe lykke eller give beskyttelse. De bliver solgt i både shinto-skrin og buddhistiske templer i Japan og kan ses som en del af den almindelige religionsudøvelse i landet, her i form af opnåelse af genze-riyaku, velgerninger i denne verden.
Indholdet i poserne er for det meste papirsedler med beskyttende skrifttegn, såkaldte ofuda. Der hersker den tro, at man ikke må åbne en omamori, og at den mister sin virkning efter et år hhv. ved nytår, hvorefter man skal lade den brænde i templer eller skrin og købe nye. Prisen for en omamori ligger omtrent mellem 300 og 1.000 yen. Omamori er også en populær miyage (rejsesouvenir) i Japan, og man behøver derfor ikke tro fast på dens virkning for at købe den.
Omamori findes til alle tænkelige situationer i livet. Sundhed, høj alder, kærlighed, lykkeligt ægteskab, smertefrit svangerskab, beståelse af eksamener og bilkørsel uden uheld hører til de almindelige. Templer og skrin med særlige temaer sælger også særlige omamori, f.eks. for rejser eller succes for ens baseballhold. Taga-skrinet (多賀神社 Taga-jinja) i Uwajima på Shikoku sælger omamori, der skal forøge den seksuelle potens. I stedet for en ofuda indeholder disse omamori en lille gylden penis.
Også ikkereligiøse turistattraktioner sælger omamori. I Iwakuni kan man således købe en pose med et stykke aflagt hud fra en albinoslange. Denne lykkebringer lover held i erhvervslivet.
Andre objekter, der sælges i de religiøse institutioner og Japan, og som hører sammen med genze-riyaku og landets religion i almindelighed, tæller bl.a. omikuji, ema, ofuda, daruma og engimono.